# Jack Handey
Jack Handey, född 25 februari 1949, är en amerikansk komiker. Han är mest känd för sina djupa tankar och surrealistiska oneliners.